# Agathomyia zetterstedti
Agathomyia zetterstedti is een vliegensoort uit de familie van de breedvoetvliegen (Platypezidae). De wetenschappelijke naam van de soort is voor het eerst geldig gepubliceerd in 1844 door Wahlberg in Zetterstedt.